# Pueblo de Arriba
Pueblo de Arriba é uma localidade uruguaia do departamento de Tacuarembó, na zona norte do departamento, a leste do Rio Tacuarembó. Está situada a 54 km da cidade de Tacuarembó, capital do departamento.

## População
Segundo o censo de 2011 a localidade contava com uma população de 170 habitantes.
| Variação demográfica do município entre 2004 e 2011 |
|                                                     |

## Geografia
Pueblo de Arriba se situa próxima das seguintes localidades: ao norte, Las Flores  (departamento de Rivera), a noroeste, Cuchilla del Ombú, a sul, Ansina e a leste, Pueblo del Barro.

## Autoridades
A localidade é subordinada diretamente ao departamento de Tacuarembó, não sendo parte de nenhum município tacuaremboense.

## Transporte
A localidade possui as seguintes rodovias:
- Ruta 44, que liga a cidade de Melo (Departamento de Cerro Largo) à cidade de Ansina (Tacuarembó)[6][7]